# Zasłonak sarni

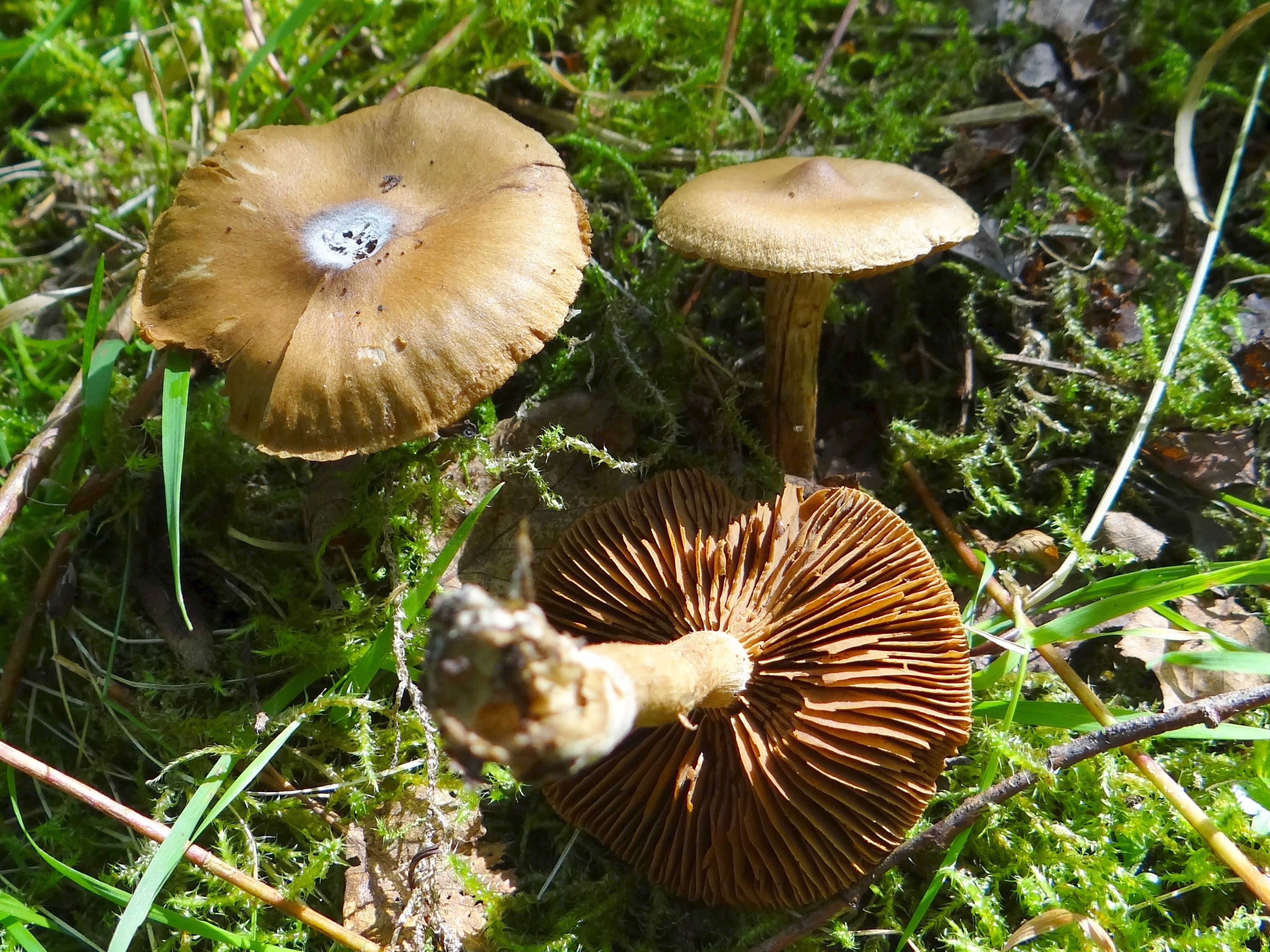

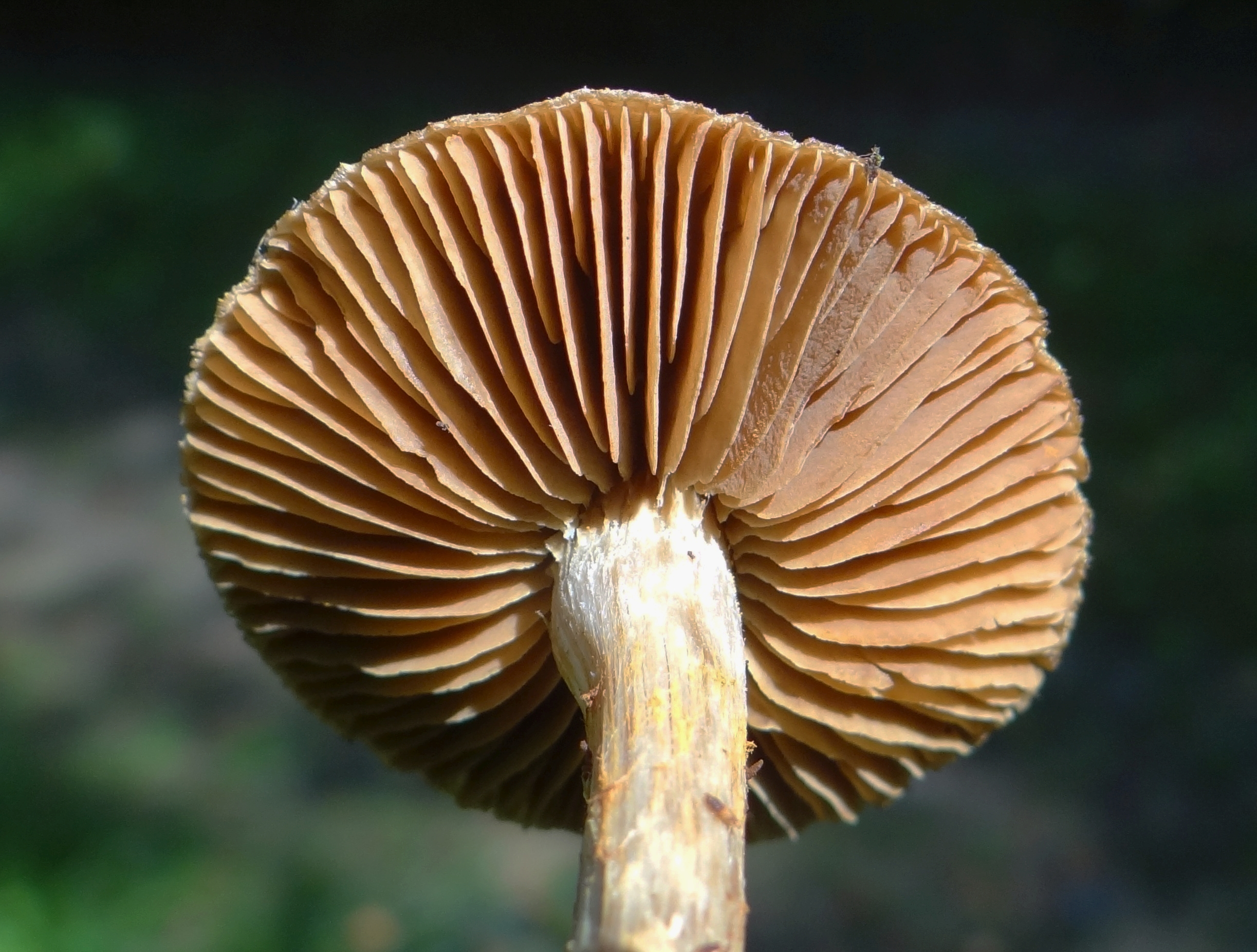

Zasłonak sarni, zasłonak żółtopomarańczowy (Cortinarius hinnuleus Fr.) – gatunek grzybów należący do rodziny zasłonakowatych (Cortinariaceae).

## Systematyka i nazewnictwo
Pozycja w klasyfikacji według Index Fungorum: Cortinarius, Cortinariaceae, Agaricales, Agaricomycetidae, Agaricomycetes, Agaricomycotina, Basidiomycota, Fungi.
Po raz pierwszy opisał go Elias Fries w 1947 r. Synonimów ma ponad 20. Według Index Fungorum są nimi m.in. wszystkie formy i odmiany.
Nazwę polską podał Andrzej Nespiak w 1981 r., Władysław Wojewoda w 1999 r. opisywał ten gatunek pod nazwą zasłonak żółtopomarańczowy.

## Morfologia
Kapelusz
Średnica 2–7 cm, początkowo stożkowaty, potem łukowaty, w końcu płaskowypukły z tępym garbem i popękanym brzegiem. Powierzchnia matowa, gładka lub promieniście włókienkowata. Jest silnie higrofaniczny; w stanie suchym jest jasnoochrowożółty z ciemniejszym środkiem, w stanie wilgotnym ma barwę od czerwonej do czerwonobrązowej. Brzeg długo podwinięty, u młodych owocników połączony z trzonem białą zasnówką.
Blaszki
Szeroko przyrośnięte, szerokie, grube, u młodych owocników jasnopomarańczowobrązowe, u starszych ciemnopomarańczowobrązowe. Ostrza białawe.
Trzon
Wysokość 4–9 cm, grubość 0,7–1,5 cm, cylindryczny, sprężysty, pełny, nieco pogrubiony u podstawy. Poniżej białawej strefy pierścieniowej jest czerwonobrązowy z licznymi, rozproszonymi resztkami białej zasnówki.
Miąższ grzyba
Cienki, o barwie od kremowej do jasnobrązowej, ziemistym zapachu i cierpkim smaku.
Zarodniki
Elipsoidalne, o rozmiarach 7–8 × 4–4.75 µm, o bardzo delikatnie brodawkowanej powierzchni. Wysyp zarodników rdzawobrunatny.

## Występowanie i siedlisko
Najliczniejsze stanowiska tego gatunku podano w Europie. Jest tutaj szeroko rozprzestrzeniony. Ponadto podano jego występowanie w Ameryce Północnej i Rosji. W piśmiennictwie naukowym na terenie Polski podano dość liczne stanowiska. Aktualne stanowiska w Polsce podaje internetowy atlas grzybów.
Grzyb mykoryzowy. Rośnie na ziemi, w lasach iglastych, mieszanych i liściastych, głównie pod świerkami, bukami, topolami, wierzbami. Owocniki wytwarza od sierpnia do listopada.